# Pezizellaster serratus
Pezizellaster serratus är en svampart som först beskrevs av Franz Georg Hoffmann, och fick sitt nu gällande namn av Dennis 1949. Pezizellaster serratus ingår i släktet Pezizellaster och familjen Hyaloscyphaceae.   Inga underarter finns listade i Catalogue of Life.